# Hersiliola babylonica
Espèce
Hersiliola babylonica est une espèce d'araignées aranéomorphes de la famille des Hersiliidae.

## Distribution
Cette espèce est endémique d'Irak. Elle se rencontre dans la province d'An-Najaf vers Ash Shabakah.

## Description
Le mâle holotype mesure 4,80 mm et la femelle paratype 6,40 mm.

## Systématique et taxinomie
Cette espèce a été décrite par en Zamani & Marusik, 2022.

## Étymologie
Son nom d'espèce lui a été donné en référence au lieu de sa découverte, Babylone.

## Publication originale
- Zamani & Marusik, 2022 : « On a small collection of spiders (Arachnida, Araneae) from Iraq, with new species and records. » Zoodiversity, vol. 56, no 4, p. 291-306 (texte intégral).